# Specklinia fimbriata
Specklinia fimbriata là một loài thực vật có hoa trong họ Lan. Loài này được (Ames & C.Schweinf.) Solano mô tả khoa học đầu tiên năm 2002.